# Corynophora lativittalis
Corynophora lativittalis là một loài bướm đêm thuộc họ Crambidae. Nó được tìm thấy ở miền đông Úc.

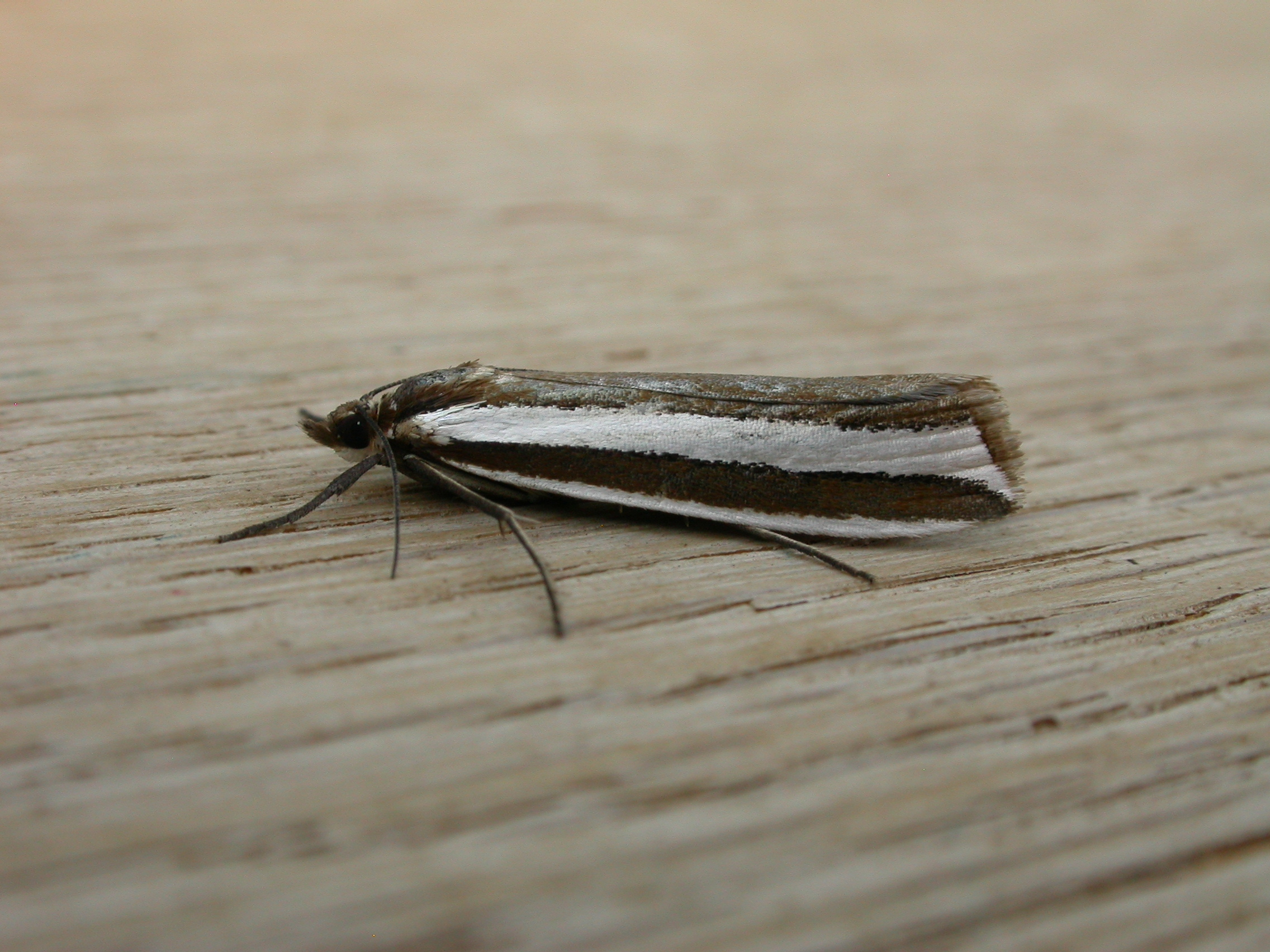

## Hình ảnh

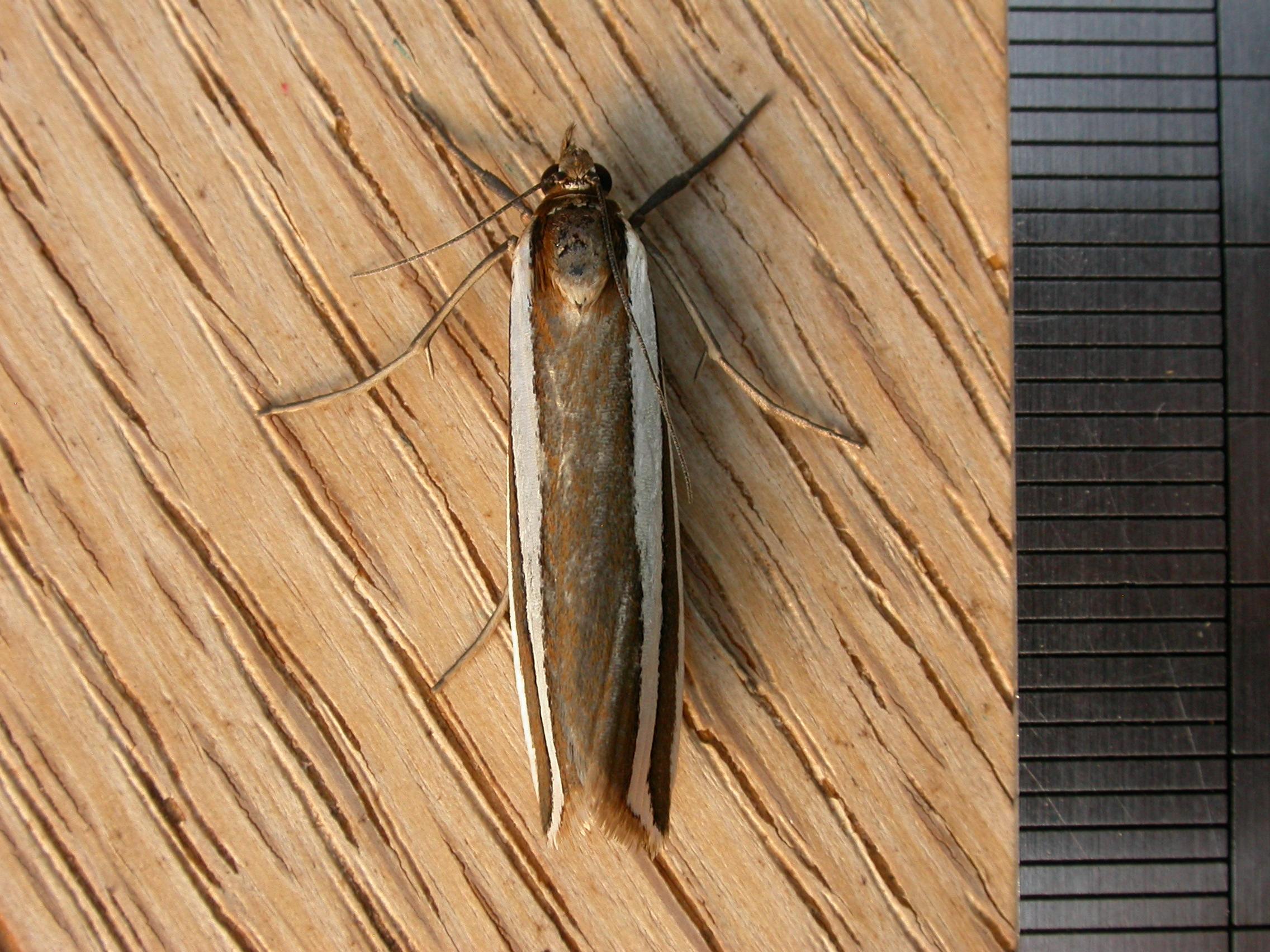